# 吴吟
吴吟（1952年—），男，江苏如东人，中国能源领域专家，曾任国家能源局总工程师、国家能源局副局长、党组成员，国务院参事室特约研究员。